# 37e brigade de fusiliers motorisés de la Garde
Pour les articles homonymes, voir 37e brigade.
La 37e brigade de fusiliers motorisés de la Garde (en russe : 37-я гвардейская мотострелковая бригада), de son nom complet la 37e brigade indépendante de fusiliers motorisés de la Garde Donskaïa kazachïa-Budapechtskaïa, des ordres du Drapeau rouge et de l'Étoile rouge, nommée d'après I. A. Chtchadenko (en russe : 37-я отдельная гвардейская мотострелковая Будапештская Краснознамённая, ордена Красной Звезды Донская казачья бригада имени Е. А. Щаденко), est une unité d'infanterie mécanisée des forces terrestres russes (numéro d'unité militaire 69647). 
L'unité est stationnée à Kiakhta en Bouriatie et fait partie de la 36e armée combinée du district militaire est. Elle engagée dans la guerre du Donbass et l'invasion russe de l'Ukraine.

## Équipement
En raison de son emplacement à Kiakhta en Bouriatie, cette brigade compte un pourcentage élevé de militaires bouriates et d'autres minorités ethniques, dont beaucoup adhèrent au bouddhisme tibétain. En conséquence, en 2021, il s'agit de la seule unité militaire russe avec un lama bouddhiste servant d'aumônier militaire.
La brigade comprend plus de 200 véhicules à chenilles et plus de 100 véhicules à roues en 2013. Selon les données de 2015, la brigade est équipée de 40 T-72B3, 1 T-72BK, 120 BMP-2, 15 MT-LB, 18 BM 2B17-1 Tornado-G, 36 obusiers 2S3M Akatsia de 152 mm, 18 mortiers 2S12 Sani de 120 mm, 6 MT-12 Rapira de 100 mm, 12 9K 114 Chtourm-S, 36 BTR-80, 12 BM 9A33BM2(3) Osa, 6 BM 9A34(35) Strela-10 et 6 ZSU 23-4 Chilka.

## Histoire

### Formation
Le 1er juin 2009, la 5e division de chars de la Garde devient la 37e brigade de fusiliers motorisés de la Garde, dans le cadre des réformes militaires russes de 2008,. La 5e division de chars de la Garde (2e formation) datait elle-même de 1965 et son unité prédécesseure, le 5e corps de cavalerie de la Garde, de 1942.

### Guerre du Donbass (2014-2022)
Des éléments de la brigade prennent part à la guerre du Donbass et se trouvent dans la zone opérationnelle nord en février 2015. Les troupes de la 37e brigade combattent dans la bataille de Debaltseve pendant cette période, où leur équipement lourd et leurs armes s'avéreront cruciaux pour la défaite des forces ukrainiennes dans la bataille. En septembre 2016, un conscrit de la brigade est renversé par un camion KamAZ alors qu'il dormait lors d'un exercice. Un grand nombre d'incidents et de décès au sein de l'unité sont signalés au cours des années 2010, dont deux affaires judiciaires impliquant des passages à tabac par des supérieurs, des suicides et des tirs accidentels. À plusieurs reprises, les conscrits de la brigade se sont plaints de mauvais vêtements et de soins médicaux inadéquats auprès du Commissaire aux droits de l'homme de Bouriatie avant leur démobilisation.

### Invasion russe de l'Ukraine (depuis 2022)
La brigade est engagée dans l'invasion russe de l'Ukraine. Des éléments de la brigade participent à l'offensive de Kiev. Le 23 mars, le journaliste ukrainien Roman Tsimbaliouk publie une vidéo montrant le commandant de brigade, le colonel Iouri Medvedev, évacué après avoir été écrasé par ses propres troupes car celui-ci aurait été mécontent des quelque 50 % de pertes subies lors de la bataille de Makariv. Le colonel meurt plus tard à l'hôpital. Cela est largement interprété par les responsables du renseignement occidental comme un signe de démoralisation généralisée des soldats russes pendant la guerre,. Après le retrait russe de l'oblast de Kiev, la brigade est redéployée dans la campagne de l'Est de l'Ukraine.
Le 20 avril, des habitants de Kiakhta, la ville de la garnison de l'unité, achètent un drone quadricoptère à envoyer à la brigade en Ukraine grâce aux fonds d'une collecte de dons.
Des éléments de la 37e brigade de fusiliers motorisés de la Garde sont soupçonnés d'avoir participé à des crimes de guerre à Motyjyn près de Boutcha, lors de l'offensive de Kiev.
En juin 2022, le sergent Alexeï Bakoulev, commandant l'équipe russe victorieuse du biathlon de chars de combat en 2017, est tué au combat en Ukraine, en tentant de couvrir la retraite de plusieurs soldats de la brigade.

## Structure
La brigade comprend:
- Quartier général
- 1er, 2e, 3e bataillons de fusiliers motorisés
- Compagnie de fusiliers (sniper)
- Bataillon de chars
- 1er et 2e bataillons d'obusiers automoteurs
- Bataillon d'artillerie réactive
- Bataillon d'artillerie antichar
- Bataillon de missiles anti-aériens
- Bataillon d'artillerie de missiles anti-aériens
- Bataillon de reconnaissance
- Bataillon du génie
- Compagnie de défense chimique
- Bataillon du quartier général (communications)
- Compagnie de drones
- Compagnie de guerre électronique
- Quartier général et batterie de reconnaissance d'artillerie (chef d'artillerie)
- Bataillon de réparation et de maintenance
- Bataillon de soutien du matériel
- Compagnie du commandant
- Compagnie médicale